# Flottans muntergökar
Flottans muntergökar är en svensk komedifilm från 1955 i regi av Ragnar Frisk.

## Handling
En svensk kryssare sätter kurs mot en arabisk hamn. Matroserna Halvard och Alexander, som lyckas få flaggstyrman Jansson att ramla överbord, är de enda som inte får permission när de väl är framme. De lyckas ändå, utan uniformer, smita iland och upplever sedan några händelserika dagar i hamn innan det blir dags att fara hem till Sverige.

## Om filmen
Flottans muntergökar hade Sverigepremiär den 29 augusti 1955 i Göteborg. Filmen har TV-visats på TV4.

## Rollista i urval
- Stig Järrel - Kommendörkapten Rickard
- Åke Söderblom - Kapten Bengtsson
- Karl-Arne Holmsten - Löjtnant Björk
- Marianne Löfgren - Berta, Rickards fru
- Gus Dahlström - Halvard, matros
- Carl-Axel Elfving - Alexander, matros
- Fritiof Billquist - flaggstyrman Charlie Jansson
- Gunvor Pontén - dansösen Zuleika
- Rut Holm - Rosa
- Hariette Garellick - dansösen Sabina, Zuleikas väninna
- Gio Petré - Harriet, Rickards och Bertas dotter
- Carl-Olof Alm - Salam Aleikum, Zuleikas man
- Vickie Henderson - dansös och sångerska på nattklubben

## DVD
Filmen gavs ut på DVD 2004 tillsammans med komedin Klarar Bananen Biffen?.